# Actia fracticornis
Actia fracticornis är en tvåvingeart som först beskrevs av Johann Wilhelm Meigen 1838.  Actia fracticornis ingår i släktet Actia och familjen parasitflugor. Inga underarter finns listade i Catalogue of Life.